# Rena dulcis
Leptotyphlops dulcis là một loài rắn trong họ Leptotyphlopidae. Loài này được Baird & Girard mô tả khoa học đầu tiên năm 1853.